# (27514) Markov
(27514) Markov (2000 HM3) – planetoida z pasa głównego asteroid okrążająca Słońce w ciągu 4,89 lat w średniej odległości 2,88 j.a. Odkryta 26 kwietnia 2000 roku.